# Ian Harte
Ian Patrick Harte (født 31. august 1977 i Drogheda, irland) er en irsk tidligere fodboldspiller (venstre back). Han var kendt som en dødboldsspecialist, og er primært husket for sine mange år hos Leeds United.
Harte tilbragte storhedstiden af sin karriere hos Leeds United, som han spillede mere end 200 Premier League-kampe for i perioden fra 1996 til 2004. Han var blandt andet med til at hjælpe holdet frem til semifinalen i Champions League 2000-01. Han repræsenterede senere i karrieren en række hold i de lavere engelske rækker, og havde også et tre år langt ophold i Spanien hos Valencia-klubben Levante.
For det irske landshold spillede Harte over en periode på ni år 64 kampe, hvori han scorede 11 mål. Han var en del af den irske trup til VM 2002 i Sydkorea/Japan. Her spillede han alle irernes fire kampe, og blev skurk i 1/8-finalen mod Spanien, hvor han brændte et straffespark på Iker Casillas.